# Armée irrégulière

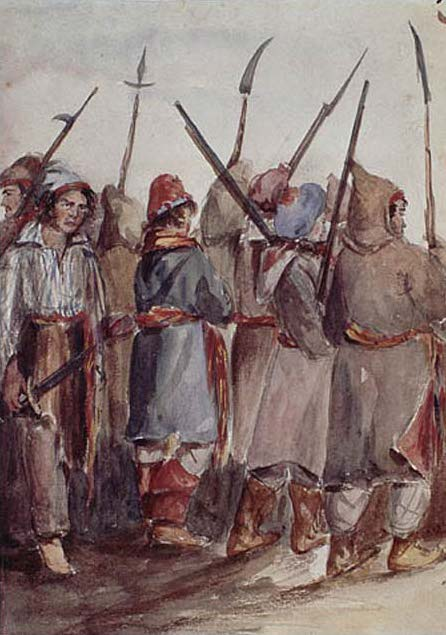
Soldats irréguliers à Beauharnois, Québec, Bas-Canada, au 19e siècle.

L'armée irrégulière est toute composante militaire non standard qui est distincte des forces armées nationales d'un pays. Étant défini par l'exclusion, il existe une variation significative dans ce qui relève du terme. Il peut faire référence au type d'organisation militaire ou au type de tactique utilisée. Une organisation militaire irrégulière est une organisation qui ne fait pas partie de l'organisation de l'armée régulière. Sans organisation d'unité militaire standard, divers noms plus généraux sont souvent utilisés ; ces organisations peuvent être appelées une troupe, un groupe, une unité, une colonne, une bande ou une force. Les irréguliers sont des soldats ou des guerriers membres de ces organisations ou membres d'unités militaires spéciales qui emploient des tactiques militaires irrégulières. Ceci s'applique également aux unités irrégulières d'infanterie et de cavalerie.
La guerre irrégulière est une guerre employant les tactiques couramment utilisées par les organisations militaires irrégulières. Cela implique d'éviter les combats à grande échelle et de se concentrer sur de petits engagements furtifs avec possibilité de fuite rapide.